# ۲۲ اکتبر
۲۲ اکتبر در تقویم گرگوری، دویست و نود و پنجمین (در سال‌های کبیسه دویست و نود و ششمین) روز سال است. ۷۰ روز تا پایان سال باقی است.

## مناسبت‌ها
- روز جهانی توجه به لکنت زبان

## زادروزها
- ۱۸۶۷ – اتو برمر، بانک‌دار و بشردوست آلمانی-آمریکایی (د. ۱۹۵۱)
- ۱۸۷۷ – تادئوس روبل، دوچرخه‌سوار اهل امپراتوری آلمان (د. ۱۹۱۰)
- ۱۹۱۳ - بائو دای، آخرین پادشاه ویتنام
- ۱۹۱۹ - دوریس لِسینگ، نویسندهٔ صوفی و فمینیست انگلیسی.
- ۱۹۸۵ - حادثه (خواننده)، خواننده،مجری،رقاص،مدل ترکیه ای

## مرگ‌ها
- ۱۹۰۶ - پل سزان، نقاش پسادریافتگر فرانسوی
- ۱۹۳۷ - چویا ناکاهارا شاعر ژاپنی